# Мирное (Акмолинская область)
Ми́рное (каз. Мирное) — упразднённое село в Аккольском районе Акмолинской области Казахстана. Входило в состав Богенбайского сельского округа.

## География
Село располагалось в восточной части района, на расстоянии примерно 107 километров (по прямой) к востоку от административного центра района — города Акколь.
Абсолютная высота — 224 метров над уровнем моря.
Ближайшие населённые пункты: село Богенбай — на северо-западе.

## История
В 1989 году село входило в состав Богембайского сельсовета Селентинского района, как — село Мирный.
В периоде 1991—1998 годов:
- Богембайский сельсовет был преобразован в сельский округ в соответствии с реформами административно-территориального устройства Республики Казахстан;
- после упразднения в 1997 году Указом Президента Республики Казахстан от 28 февраля 1997 года № 3370 Селетинского района — село вместе с сельским округом было передано в административное подчинение Алексеевского района (позже переименованное в — Аккольский район Указом Президента Республики Казахстан от 14 ноября 1997 года № 3759 «О переименовании отдельных административно-территориальных единиц Акмолинской области и изменении их транскрипции»).

Постановлением акимата Акмолинской области от 10 декабря 2009 года № а-13-532 и решением Акмолинского областного маслихата от 10 декабря 2009 года № 4С-19-5 «Об упразднении и преобразовании некоторых населённых пунктов и сельских округов Акмолинской области по Аккольскому, Аршалынскому, Астраханскому, Атбасарскому, Енбекшильдерскому, Зерендинскому, Есильскому, Целиноградскому, Шортандинскому районам» (зарегистрированное Департаментом юстиции Акмолинской области 20 января 2010 года № 3344):
- село Мирное было переведено в категорию иных поселений и исключено из учётных данных.

Впоследствии Постановлением акимата Акмолинской области от 11 апреля 2013 года № А-3/149 и решением Акмолинского областного маслихата от 11 апреля 2013 года № 5С-12-3 «Об изменении административно-территориального устройства города Степногорск, Аккольского, Ерейментауского и Шортандинского районов Акмолинской области» (зарегистрированное Департаментом юстиции Акмолинской области 24 апреля 2013 года № 3708) — Богембайский сельский округ был отнесён к административному подчинению городской администрации Степногорска; соответственно, поселение бывшего села Мирное административно принадлежит Степногорскому городскому акимату.

## Население
| 1989 | 1999 | 2009 |
| ---- | ---- | ---- |
| 138  | ↘0   | ↗1   |

В 1989 году население села составляло 138 человек (из них казахи — 57 %).
По данным 1999 года, в селе не было постоянного населения. По данным переписи 2009 года, в селе проживал 1 мужчина.